# Висока технолошко уметничка струковна школа Лесковац
Висока технолошко уметничка струковна школа Лесковац је почела са радом као Виша техничка текстилна школа. Основана је 1. јула 1959. године, a почела је са радом 4. новембра исте године, као прва високошколска установа на југу Србије.Дана 29. августа 2007. године мења свој назив у Висока струковна школа за текстил Лесковац, а неколико година касније 19. фебруара 2016 у Висока технолошко уметничка струковна школа Лесковац, назив који носи и данас. Од школске 2007/2008. године школа је акредитована и ради по програму Болоњске декларације. До сада је у њој дипломирало више од 3.400 студената. Настава се изводи у савремено опремљеним кабинетима и учионицама.

## Студијски програми
Данас школа ради са четири студијска програма на основним студијама и три студијска програма на специјалистичким студијама:
Основне студије:
- Текстилна технологија
- Текстилна хемија и заштита животне средине
- Конфекција
- Модни дизајн

Специјалистичке студије:
- Текстилно инжењерство
- Заштита животне средине
- Дигитални дизајн одеће

Дипломирањем на Високој технолошко уметничкој струковној школи Лесковац на основним студијама стичу се следећа стручна звања:
- Струковни инжењер технологије

- Струковни инжењер заштите животне средине

- Струковни дизајнер

Дипломирањем на Високој технолошко уметничкој струковној школи Лесковац на специјалистичким студијама стичу се следећа стручна звања:
- Специјалиста струковни дизајнер

- Специјалиста струковни инжењер заштите животне средине

- Специјалиста струковни инжењер технологије

## Локација
Школа се налази у близини аутобуске и железничке станице и добро је повезана друмским и железничким саобраћајем са осталим градовима у Србији.

## Директори школе
- Владимир Миглевски (1959—1964)
- Ненад Михајловић (1964—1967 и 1969—1970)
- Миодраг Жишић (1967—1969)
- Светолик Сретић (1970—1980)
- Станко Пешић (1980—1989)
- Радомир Соколовић (1989—2004)
- Станоје Станисављевић (2004—2006)
- Љубиша Миленковић (2006—2011)
- Небојша Ристић (2011—2017)
- Емилија Ђикић Јовановић (2017-)